# Xã Waterloo, Quận Fayette, Indiana
Xã Waterloo (tiếng Anh: Waterloo Township) là một xã thuộc quận Fayette, tiểu bang Indiana, Hoa Kỳ. Năm 2010, dân số của xã này là 607 người.